# Зидарці
Зида́рці (болг. Зидарци) — село в Перницькій області Болгарії. Входить до складу общини Перник.

## Населення
За даними перепису населення 2011 року у селі проживали 80 осіб, усі — болгари.
Розподіл населення за віком у 2011 році:
Динаміка населення: